# Enna colonche
Enna colonche là một loài nhện trong họ Trechaleidae.
Loài này thuộc chi Enna. Enna colonche được E. L. C. Silva, A. A. Lise & J. E. Carico miêu tả năm 2008.